# گیجرمو اودو
گیجرمو "ویلی" اودو (اسپانیایی: Guillermo "Willy" Oddó‎؛ ۱۴ اکتبر ۱۹۴۳ – ۷ نوامبر ۱۹۹۱) یک مهندس، موسیقی‌دان و خواننده اهل شیلی بود. وی بین سال‌های ۱۹۶۷ تا ۱۹۸۷ میلادی فعالیت می‌کرد.
«گیجرمو اودو» از سال ۱۹۶۷ تا ۱۹۸۷ میلادی، خوانندهٔ اصلی گروه کیلاپایون بود و هنگامی که کودتای ۱۹۷۳ شیلی رخ داد، او به همراه دیگر اعضایِ این گروه (که سفیر فرهنگیِ سالوادور آلنده بودند)، برای اجرای کنسرت موسیقی در پاریس به سر می‌بردند و مجبور شدند همان‌جا در تبعید بمانند. وی تا سال ۱۹۸۸ که دولتِ آگوستو پینوشه فضای سیاسی-اجتماعی را کمی بازتر کرد، نتوانست به شیلی برگردد. پس از بازگشت به شیلی، او در شهرداری سانتیاگو مشغول به کار شد تا آنکه در شبِ ۷ نوامبر ۱۹۹۱ هنگام بازگشت به منزلش، در خیابان به قتل رسید.